# عبد القادر حسن
عبد القادر حسن (مواليد 15 أبريل 1962) هو لاعب كرة قدم. يلعب مع منتخب الإمارات العربية المتحدة لكرة القدم. سبق له أن لعب في كأس العالم لكرة القدم مع منتخب بلاده.

## روابط خارجية
- عبد القادر حسن على موقع الاتحاد الدولي (مؤرشف)  (الإنجليزية)
- عبد القادر حسن على موقع قاعدة بيانات كرة القدم.إي يو (الإنجليزية)
- عبد القادر حسن على موقع عالم كرة القدم.نت (الإنجليزية)